# Il sogno di Schönbrunn
Il sogno di Schönbrunn (Traum von Schönbrunn) è un film del 1932 diretto da Johannes Meyer.

## Produzione
Il film fu prodotto dalla Schulz & Wuellner Filmfabrikation.

## Distribuzione
Distribuito dalla Europa-Filmverleih AG, uscì nelle sale cinematografiche tedesche il 2 dicembre 1932 con il titolo originale Traum von Schönbrunn mentre in Austria ebbe il titolo alternativo Schuld an allem ist die Liebe. Il film fu presentato a New York il 30 maggio 1933, distribuito dalla General Foreign Sales Corp..